# Inversion
Inversion è un videogioco sviluppato dalla Saber Interactive e pubblicato dalla Namco Bandai Games per Microsoft Windows, PlayStation 3 e Xbox 360 nel 2012. Si tratta di uno sparatutto in terza persona ambientato in un mondo dove alcune zone sono prive della gravità, lasciando al giocatore la possibilità di sfruttare a proprio vantaggio questa caratteristica.

## Trama
Ambientato nel futuro, la pace di cui gode l'umanità, all'improvviso, si frantuma a causa di un'invasione di un nemico sconosciuto chiamato Lutadore. Armati fino ai denti con armi molto tecnologiche in grado di controllare la gravità, il Lutadore supera facilmente le difese della città. All'insaputa di tutti, misteriose anomalie sono emerse in concomitanza dell'invasione. Molte zone, casuali, della città sono state influenzate dall'assenza di gravità o hanno sofferto i cambiamenti vettoriali, gettando il mondo nel caos più totale. Assumendo il ruolo di Davis Russel, un testa calda di 28 anni, poliziotto, o Leo Delgado (compagno di Davis), i giocatori si imbarcheranno in un viaggio attraverso la devastazione della guerra di gravità, intrecciando strade della loro città natale (ma non solo), al fine di trovare la figlia dispersa di Davis.